# Anomolo
La Anomolo (anche conosciuta come Anomolo Records o Anomolo Free Legal Download) è un'etichetta discografica indipendente italiana, fondata nel 2002 ad Osimo. L'etichetta che si propone come casa di produzione e distribuzione gratuita, fu uno dei primi tentativi di rendere legale la diffusione di musica online attraverso il rifiuto del diritto di copia e l'applicazione del Copy-free. La musica da loro prodotta poteva così essere liberamente scaricata dal sito internet.

## Storia
Anomolo nasce nel 2002 ad Osimo e fu la prima etichetta discografica a produrre e promuovere musica gratuitamente attraverso internet, bypassando con il No-copyright il diritto di copia e i vincoli imposti dal diritto d'autore. Il progetto, nelle sue utopiche intenzioni iniziali, era un tentativo di liberare la musica dai vincoli del mercato, riportandola a mezzo di pura espressione anche attraverso lo spirito del DIY.
Il progetto attirò le attenzioni della stampa nazionale ed internazionale ed ottenne recensioni da riviste come Il Mucchio Selvaggio, Music Club, Jam, Rockerilla, Vogue, La Stampa, Venerdì di Repubblica, Tribe e da programmi televisivi e radiofonici come Neapolis su Rai3, All music, Radio 24, Radio Sherwood.
Il primo album pubblicato dall'etichetta fu Ovunque Da Nessuna Parte dei Paddy.
Nel 2004 l'arrivo anche in Italia delle licenze Creative Commons, fornisce ad Anomolo una forma di proprietà intellettuale adatta alle proprie esigenze.
Nel 2005 Bertrand Bosredon, fotografo francese residente a Londra e conosciuto anche per gli scatti a musicisti come Radiohead, Björk, Blur, Sonic Youth, venuto a conoscenza di Anomolo, vuole fotografare e documentare le band dell'etichetta.

## Artisti della Anomolo
- A. D'ntoni
- Above the tree
- Alessio Ballerini - Simone Furbetta
- Cartavetro
- Drama Emperor
- Hi-Risk Cafe'
- In a sleeping mood
- Manooze
- Marco Fagotti
- Mauro Mercatanti
- The Vox
- Elton Junk
- La Parlesia
- Luxluna
- Paddy
- Redstar
- Soffull